# Хесаби, Махмуд
Сейид Махмуд Хесаби (перс. سید محمود حسابی‎ [seyyed mahmud hesābi]; 23 февраля 1903, Тегеран — 3 сентября 1992, Женева) — иранский ученый, один из основателей и Почётный профессор Тегеранского университета (1971), организатор науки, обыкновенно именуемый «отцом иранской физики».

## Биография
Родился в 1903 году в Тегеране в семье выходцев из Тафреша сейида Аббаса Хесаби Муиз ал-Салтане и Гоухаршад Хесаби. Начальное образование получил в школе французских священников в Бейруте, куда переехала его семья в 1910 году. Религиозные воспитание получил у своей матери, которая также учила его персидскому языку и литературе. С детства знал наизусть Коран и поэтический сборник «Диван» Хафиза, прекрасно знал «Бустан» и «Гулистан» Саади, «Шахнаме» Фирдоуси, «Маснави» Джалал ад-Дина Руми, «Моншаат» Каим-макама Фарахани.
В 1920 году окончил литературный факультет Американского университета Бейрута получил степень бакалавра гуманитарных наук, в 1922 году — биологический факультет того же вуза и получил степень бакалавра естественных наук. Тогда же окончил Французский инженерный институт в Бейруте и получил диплом инженера-строителя. Хесаби также обладал степенью бакалавра по медицине, математике и астрономии.
В 1925 году окончил Высшую школу электрики в Париже.
В 1927 году защитил докторскую диссертацию по физике в Сорбонне.
В 1947 году опубликовал свой фундаментальный труд про бесконечность частиц, который обсуждал с Альбертом Эйнштейном. В 1957 году предложил свою модель бесконечности частиц.
Профессор Хесаби свободно владел пятью языками: персидским, арабским, французским, английским и немецким. Кроме того, он знал санскрит, латынь, греческий, среднеперсидский, авестийский, турецкий и итальянский языки, которые использовал в своих этимологических исследованиях.
Он был знатоком традиционной иранской и классической западной музыки.
В 1951—1952 годах Хесаби занимал пост министра образования в левом правительстве доктора Мохаммада Мосаддыка. Кроме того, он избирался сенатором от Тегерана в 1957 году.
Профессор Махмуд Хесаби скончался 3 сентября 1992 года в больнице Женевского университета. Его похоронили, согласно его завещанию, в родном городе Тафреше в центре Ирана.

## Заслуги
Среди бесценных заслуг профессора Хесаби можно выделить его 70-летную научную деятельность, посвященную распространению современных наук и отбора научной лексики, а также открытие учебных, исследовательских, специализированных и научных центров, составление первой новой карты береговой дороги между портами Персидского залива, открытие первой метеорологической станции, установление и использование первого радиологического аппарата в Иране, предложение о разработке закона об учреждении Тегеранского университета и технического института, открытие исследовательских центров атомных реакторов Тегеранского университета, учреждение иранской организации атомной энергии и присоединение к постоянному кадру международного атомного комитета, учреждение первой современной обсерватории в Иране. А также:
- создание первого радиоприемника в Иране,
- определение официального времени в Иране,
- открытие акустического департамента в университете и измерение расстояния между гаммами иранской музыки научным методом,
- открытие современного центра отслеживания спутников,
- заложение основ современного дорожного строительства в Иране
- открытие первой школы для иранских кочевников
- учреждение прикладного центра оптических линз в Тегеранском университете,
- первая техническая и специализированная геодезия в Иране,
- открытие первой частной больницы,
- участие в учреждении Иранской академии наук и института персидского языка
- открытие и планирование новой учебной системы для начальных и средних школ,
- основание геофизического института при Тегеранском университете и открытие первого сейсмологического центра,
- основание музыкального круга Ирана и центра музыкальных исследований,
- создание космического исследовательского центра в Иране,
- составление устава и учреждение национального института стандарта
- основание промышленно-исследовательского объекта для проведения исследований по электронике, физике, оптической физике и искусственному интеллекту,
- эксплуатация первой водяной мельницы для получения электричества (генератора) в Иране,
- создание первой лаборатории фундаментальных наук в стране.

## Награды и звания
- Командор Ордена Почётного легиона;
- Офицер Ордена Почётного легиона
- «Отец иранской физики», 1987

## Память
- В честь проф. Махмуда Хесаби министерство дорог и транспорта Ирана назвало судно «Профессор Хесаби».